# Дірксланд
Дірксланд (нід. Dirksland, нід. вимова: [ˈdɪr(ə)kslɑnt] ( прослухати)) — село в нідерландській провінції Південна Голландія. Входить до муніципалітету Гуре-Оверфлакке.
Його площа становить 29,34 км², а населення станом на 2021 рік складало 5 930 осіб.
До початку 2013 року мало статус окремого муніципалітету.

## Географія
У 2007 році в колишньому муніципалітеті проживало близько 8 000 мешканців, а його площа становила близько 74 км2, з яких близько 19 км2 - водні простори. До колишнього муніципалітету Дірксланд також входили громади Геркінген і Меліссан. 1 січня 2013 року Дірксланд об'єднався з Гедеріде, Мідделхарнісом і Оостфлакке в новий муніципалітет Гере-Оверфлакке. 

## Історія
Повінь у Північному морі 1953 року не мала такого руйнівного впливу на Дірксланд, як на решту острова, оскільки Дірксланд знаходиться дещо вище.

## Галерея

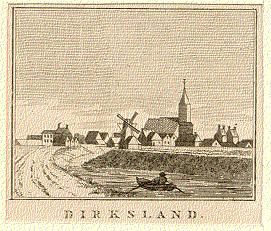
Гравюра з видом села (1780)
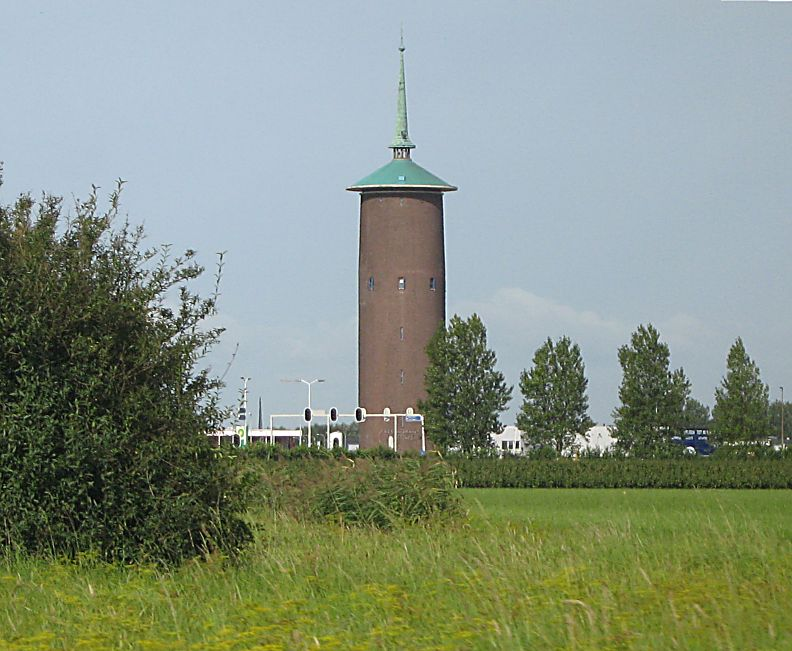
Водонапірна башта
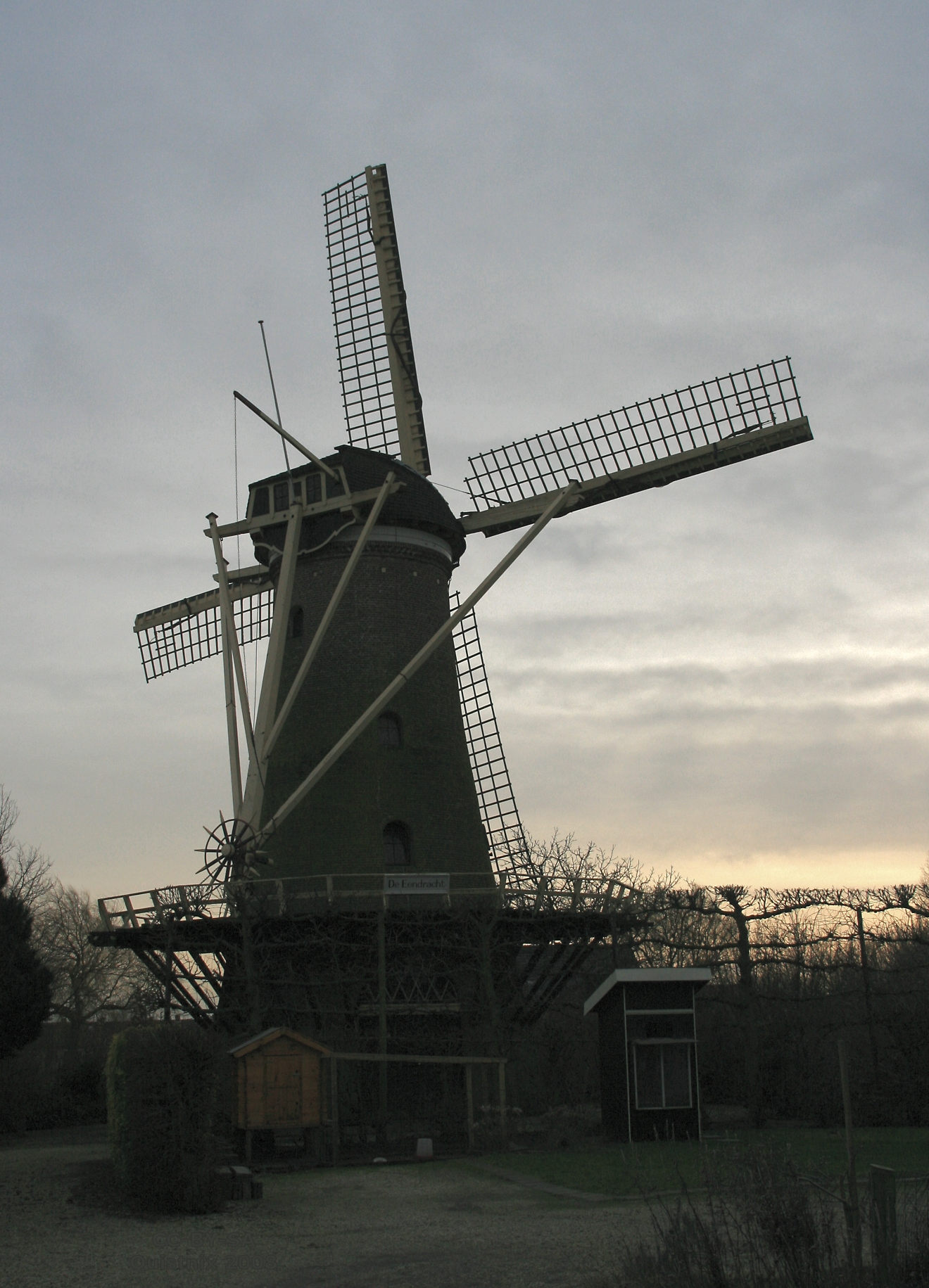
Вітряк De Eendracht